# Ellen Wong
Ellen Wong, född 31 maj 1985 i Scarborough, Ontario, är en kanadensisk skådespelare.
Wong har bland annat medverkat i TV-serierna The Carrie Diaries (2013-2014) och GLOW (2017-2019). Hon har även medverkat i filmen Scott Pilgrim vs. the World från 2010.

## Filmografi (i urval)
- 2010 – Scott Pilgrim vs. the World
- 2013–2014 – The Carrie Diaries (TV-serie)
- 2017–2019 – GLOW (TV-serie)
- 2023 – Scott Pilgrim Takes Off (TV-serie)